# Список умерших в 883 году

## Сентябрь
- 22 сентября — Арнольд, епископ Фрайзинга (875—883).

## Дата смерти неизвестна или требует уточнения
- Вела Хименес, граф Алавы (около 870—883), родоначальник семьи Вела[1].
- Гвидо II, герцог Сполето (880—882/883) из династии Гвидонидов[2].
- Давуд аз-Захири, мусульманский улем, факих, муджтахид, основатель и эпоним захиритского мазхаба.
- Мухаммад ибн Нусайр, ученик десятого имама шиитов-имамитов Али Аль-Хади и одиннадцатого имама, Хасана аль-Аскари.
- Пи Жисю, китайский поэт.
- Тьерри Казначей, граф Отёна 878—879, сеньор Перреси и Божи (877—883), советник короля Западно-Франкского королевства Людовика III[3].